# Хвостате ядро

Проєкція хвостатого ядра всередині черепа

Хвостате ядро (лат. nucleus caudatus) — парна велика ділянка сірої речовини (ядер) в кінцевому мозку. Відноситься до базальних ядер. Відповідає за контроль над свідомими рухами, бере учать у процесах навчання і запамятовування.

## Анатомія
Хвостате ядро залягає в глибині півкуль головного мозку, близько до його центру, безпосередньою прилягає до стінки першого і другого шлуночків головного мозку і частково в них випинається. 
Воно має С-подібну форму і складається з трьох частин: голівка, найширща частина, знаходиться попереду, (caput nuclei caudati), тіло (corpus nuclei caudati) та хвіст (cauda nuclei caudati) дещо вужчі. 
Хвостате ядро відділене від сочевицеподібного ядра (бліда куля + лушпина) за допомогою передньої ніжки внутрішньої капсули. Хвостате ядро + лушпина = неостріатум.